# Puchar Volpiego dla najlepszego aktora
Puchar Volpiego dla najlepszego aktora (wł. Coppa Volpi per la migliore interpretazione maschile) – nagroda przyznawana corocznie na Międzynarodowym Festiwalu Filmowym w Wenecji za najlepszą rolę męską spośród filmów konkursu głównego. Wyróżnienie, nazwane na cześć założyciela festiwalu Giuseppe Volpiego, przyznaje międzynarodowe jury. Nazwa i forma nagrody funkcjonuje od trzeciej edycji imprezy, czyli od 1935 – wcześniej przyznawano aktorom Złote Medale. W latach 1939–1940, 1943–1946 i 1969–1982 nagroda nie była przyznawana.

## Statystyki
Najczęściej, jak do tej pory, nagradzane były role aktorów amerykańskich (32 wyróżnionych) i francuskich (10 wskazań). W jednym przypadku jury przyznało nagrodę dla aktorskiego kolektywu (od trzech aktorów wzwyż) – dotyczyło to amerykańskiego filmu Chorągiewki (1983, sześciu nagrodzonych aktorów) w reżyserii Roberta Altmana.
Dotychczas pięciu aktorom udało się zdobyć Puchar Volpiego dwukrotnie. W kolejności chronologicznej byli to:
- Amerykanin Fredric March (1932, 1952)
- Francuz Jean Gabin (1951, 1954)
- Japończyk Toshirō Mifune (1961, 1965)
- Amerykanin Sean Penn (1998, 2003)
- Hiszpan Javier Bardem (2000, 2004).

Jean Gabin był jedynym zdobywcą nagrody za role w dwóch różnych filmach (1954). Pierwszymi czarnoskórymi laureatami byli amerykańscy aktorzy David Alan Grier i Michael Wright (obaj nagrodzeni w 1983). Najmłodszym zdobywcą nagrody był Chińczyk Xia Yu (1994) – miał skończonych zaledwie 18 lat. Najstarszym laureatem był 80-letni Amerykanin Don Ameche (1988).
Amerykanie Jack Lemmon i Sean Penn to jedyni aktorzy, którzy zdobyli nagrody aktorskie na wszystkich trzech najważniejszych europejskich festiwalach filmowych: nagrodę dla najlepszego aktora na MFF w Cannes, Srebrnego Niedźwiedzia na MFF w Berlinie oraz Puchar Volpiego na MFF w Wenecji. Dwie role nagrodzone w Wenecji przyniosły ich laureatom również Oscara dla najlepszego aktora (Fredric March i Paul Muni).
Żadnemu polskiemu aktorowi nie udało się jak dotychczas zdobyć tej nagrody.

## Laureaci Pucharu Volpiego

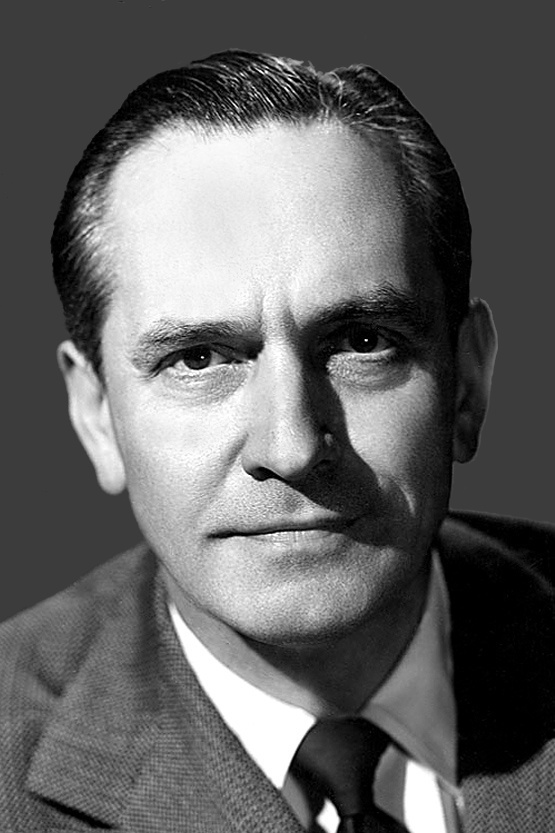
Fredric March, pierwszy zdobywca Pucharu Volpiego

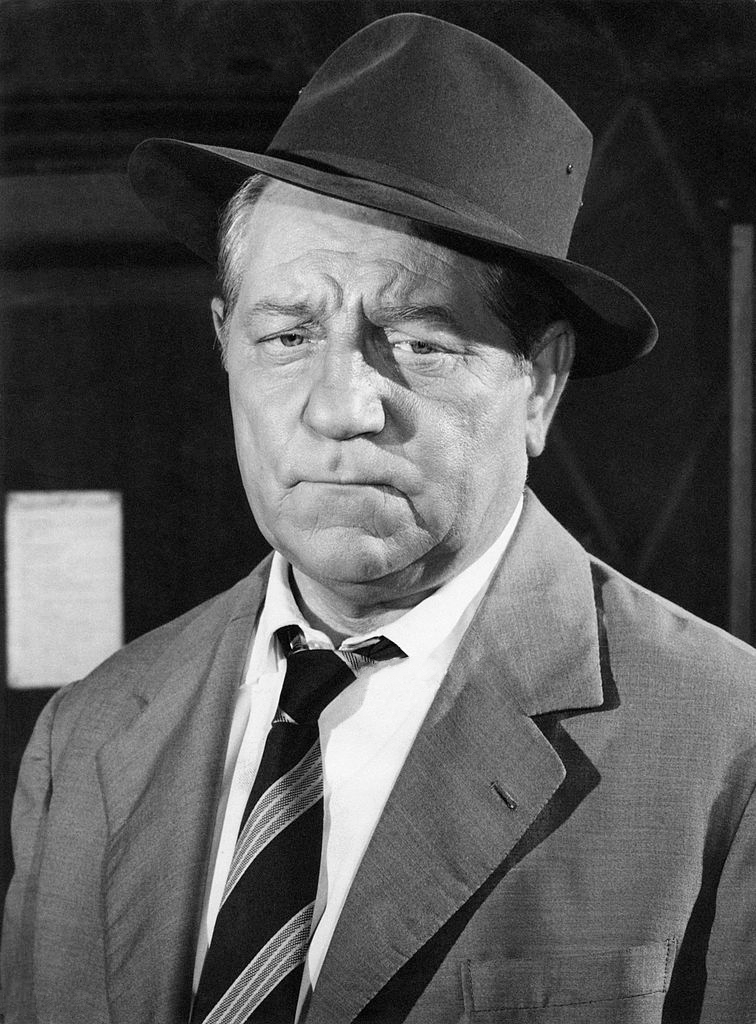
Jean Gabin, dwukrotny laureat nagrody

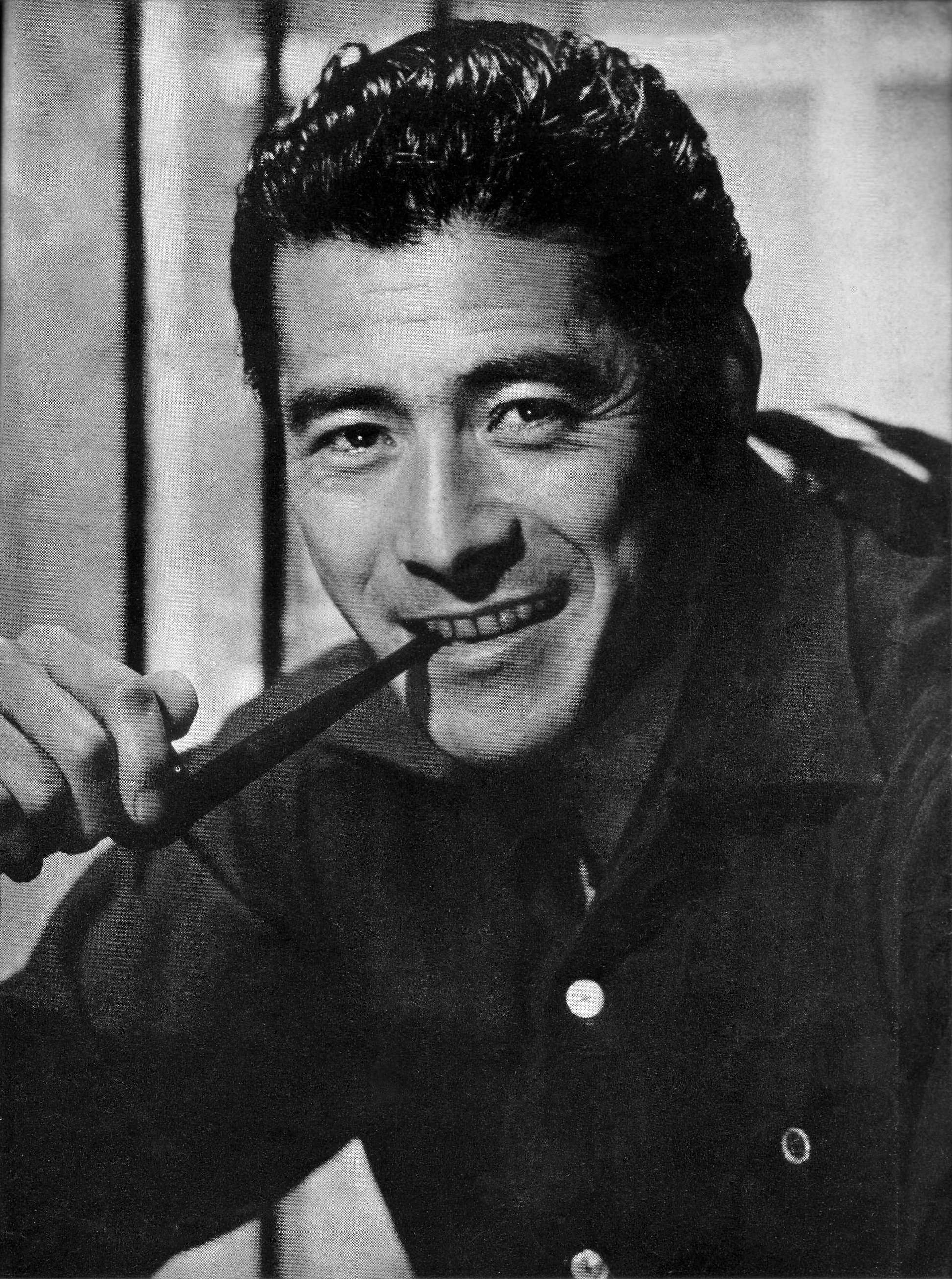
Toshirō Mifune, dwukrotny zdobywca Pucharu Volpiego

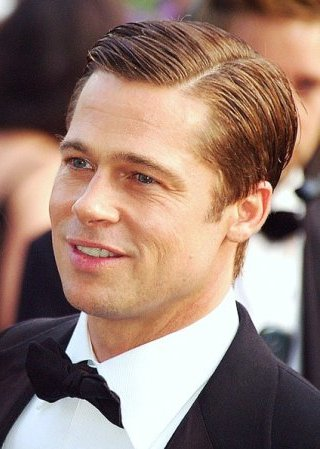
Brad Pitt, laureat Pucharu Volpiego za rolę w filmie Zabójstwo Jesse’ego Jamesa przez tchórzliwego Roberta Forda (2007)

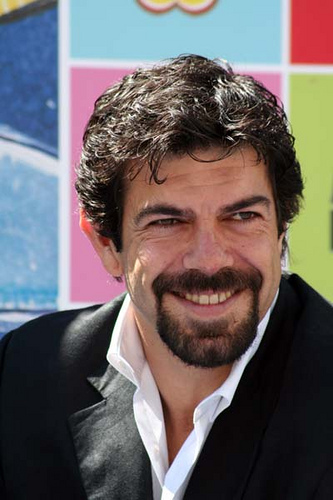
Pierfrancesco Favino, laureat Pucharu Volpiego za rolę w filmie Padrenostro (2020)

| Rok  | Aktor                                                                                        | Tytuł polski                                                | Tytuł oryginalny                                           |
| ---- | -------------------------------------------------------------------------------------------- | ----------------------------------------------------------- | ---------------------------------------------------------- |
| 1932 | Fredric March                                                                                | Doktor Jekyll i pan Hyde                                    | Dr. Jekyll and Mr. Hyde                                    |
| 1934 | Wallace Beery                                                                                | Viva Villa!                                                 | Viva Villa!                                                |
| 1935 | Pierre Blanchar                                                                              | Zbrodnia i kara                                             | Crime et châtiment                                         |
| 1936 | Paul Muni                                                                                    | Pasteur                                                     | The Story of Louis Pasteur                                 |
| 1937 | Emil Jannings                                                                                | Władca                                                      | Der Herrscher                                              |
| 1938 | Leslie Howard                                                                                | Pigmalion                                                   | Pygmalion                                                  |
| 1941 | Ermete Zacconi                                                                               | Don Buonaparte                                              | Don Buonaparte                                             |
| 1942 | Fosco Giachetti                                                                              | Bengasi                                                     | Bengasi                                                    |
| 1947 | Pierre Fresnay                                                                               | Monsieur Vincent                                            | Monsieur Vincent                                           |
| 1948 | Ernst Deutsch                                                                                | Proces                                                      | Der Prozeß                                                 |
| 1949 | Joseph Cotten                                                                                | Portret Jennie                                              | Portrait of Jennie                                         |
| 1950 | Sam Jaffe                                                                                    | Asfaltowa dżungla                                           | The Asphalt Jungle                                         |
| 1951 | Jean Gabin                                                                                   | Noc jest moim królestwem                                    | La nuit est mon royaume                                    |
| 1952 | Fredric March                                                                                | Śmierć komiwojażera                                         | Death of a Salesman                                        |
| 1953 | Henri Vilbert                                                                                | Komunia bez spowiedzi                                       | Le bon Dieu sans confession                                |
| 1954 | Jean Gabin                                                                                   | Zdarzyło się w Paryżu Nie tykać łupu                        | L’air de Paris Touchez pas au grisbi                       |
| 1955 | Kenneth More                                                                                 | The Deep Blue Sea                                           | The Deep Blue Sea                                          |
| 1955 | Curd Jürgens                                                                                 | Bohaterowie są zmęczeni                                     | Les héros sont fatigués                                    |
| 1956 | Bourvil                                                                                      | Czarny rynek w Paryżu                                       | La traversée de Paris                                      |
| 1957 | Anthony Franciosa                                                                            | Kapelusz pełen deszczu                                      | A Hatful of Rain                                           |
| 1958 | Alec Guinness                                                                                | Koński pysk                                                 | The Horse’s Mouth                                          |
| 1959 | James Stewart                                                                                | Anatomia morderstwa                                         | Anatomy of a Murder                                        |
| 1960 | John Mills                                                                                   | Pieśni chwały                                               | Tunes of Glory                                             |
| 1961 | Toshirō Mifune                                                                               | Straż przyboczna                                            | 用心棒 Yôjinbô                                             |
| 1962 | Burt Lancaster                                                                               | Ptasznik z Alcatraz                                         | Birdman of Alcatraz                                        |
| 1963 | Albert Finney                                                                                | Tom Jones                                                   | Tom Jones                                                  |
| 1964 | Tom Courtenay                                                                                | Za króla i ojczyznę                                         | King and Country                                           |
| 1965 | Toshirō Mifune                                                                               | Rudobrody                                                   | 赤ひげ Akahige                                             |
| 1966 | Jacques Perrin                                                                               | Prawie człowiek                                             | Un uomo a metà                                             |
| 1967 | Ljubiša Samardžić                                                                            | Poranek                                                     | Јутро Jutro                                                |
| 1968 | John Marley                                                                                  | Twarze                                                      | Faces                                                      |
| 1983 | Guy Boyd George Dzundza David Alan Grier Mitchell Lichtenstein Matthew Modine Michael Wright | Chorągiewki                                                 | Streamers                                                  |
| 1984 | Naseeruddin Shah                                                                             | Przeprawa                                                   | ਪਾਰ Paar                                                    |
| 1985 | Gérard Depardieu                                                                             | Policja                                                     | Police                                                     |
| 1986 | Carlo Delle Piane                                                                            | Prezent pod choinkę                                         | Regalo di Natale                                           |
| 1987 | Hugh Grant James Wilby                                                                       | Maurycy                                                     | Maurice                                                    |
| 1988 | Don Ameche Joe Mantegna                                                                      | Fortuna kołem się toczy                                     | Things Change                                              |
| 1989 | Marcello Mastroianni Massimo Troisi                                                          | Która godzina?                                              | Che ora è?                                                 |
| 1990 | Oleg Borisow                                                                                 | Jedyny świadek                                              | Единственият свидетел Edinstveniyat svidetel               |
| 1991 | River Phoenix                                                                                | Moje własne Idaho                                           | My Own Private Idaho                                       |
| 1992 | Jack Lemmon                                                                                  | Glengarry Glen Ross                                         | Glengarry Glen Ross                                        |
| 1993 | Fabrizio Bentivoglio                                                                         | Rozdarta dusza                                              | Un'anima divisa in due                                     |
| 1994 | Xia Yu                                                                                       | W upalnym słońcu                                            | 陽光燦爛的日子 Yang guang can lan de ri zi                 |
| 1995 | Götz George                                                                                  | Rzeźnik                                                     | Der Totmacher                                              |
| 1996 | Liam Neeson                                                                                  | Michael Collins                                             | Michael Collins                                            |
| 1997 | Wesley Snipes                                                                                | Romans na jedną noc                                         | One Night Stand                                            |
| 1998 | Sean Penn                                                                                    | Harmider                                                    | Hurlyburly                                                 |
| 1999 | Jim Broadbent                                                                                | Topsy-Turvy                                                 | Topsy-Turvy                                                |
| 2000 | Javier Bardem                                                                                | Zanim zapadnie noc                                          | Before Night Falls                                         |
| 2001 | Luigi Lo Cascio                                                                              | Światło moich oczu                                          | Luce dei miei occhi                                        |
| 2002 | Stefano Accorsi                                                                              | Podróż zwana miłością                                       | Un viaggio chiamato amore                                  |
| 2003 | Sean Penn                                                                                    | 21 gramów                                                   | 21 Grams                                                   |
| 2004 | Javier Bardem                                                                                | W stronę morza                                              | Mar adentro                                                |
| 2005 | David Strathairn                                                                             | Good Night and Good Luck                                    | Good Night and Good Luck                                   |
| 2006 | Ben Affleck                                                                                  | Hollywoodland                                               | Hollywoodland                                              |
| 2007 | Brad Pitt                                                                                    | Zabójstwo Jesse’ego Jamesa przez tchórzliwego Roberta Forda | The Assassination of Jesse James by the Coward Robert Ford |
| 2008 | Silvio Orlando                                                                               | Ojciec Giovanny                                             | Il papà di Giovanna                                        |
| 2009 | Colin Firth                                                                                  | Samotny mężczyzna                                           | A Single Man                                               |
| 2010 | Vincent Gallo                                                                                | Essential Killing                                           | Essential Killing                                          |
| 2011 | Michael Fassbender                                                                           | Wstyd                                                       | Shame                                                      |
| 2012 | Philip Seymour Hoffman Joaquin Phoenix                                                       | Mistrz                                                      | Master                                                     |
| 2013 | Themis Panou                                                                                 | Miss Violence                                               | Miss Violence                                              |
| 2014 | Adam Driver                                                                                  | Złaknieni                                                   | Hungry Hearts                                              |
| 2015 | Fabrice Luchini                                                                              | Subtelność                                                  | L’hermine                                                  |
| 2016 | Oscar Martínez                                                                               | Honorowy obywatel                                           | El ciudadano ilustre                                       |
| 2017 | Kamel El Basha                                                                               | Zniewaga                                                    | قضية رقم ٢ L’insulte                                       |
| 2018 | Willem Dafoe                                                                                 | Van Gogh. U bram wieczności                                 | At Eternity’s Gate                                         |
| 2019 | Luca Marinelli                                                                               | Martin Eden                                                 | Martin Eden                                                |
| 2020 | Pierfrancesco Favino                                                                         | Padrenostro                                                 | Padrenostro                                                |
| 2021 | John Arcilla                                                                                 | Mokra robota 2                                              | On the Job: The Missing 8                                  |
| 2022 | Colin Farrell                                                                                | Duchy Inisherin                                             | The Banshees of Inisherin                                  |
| 2023 | Peter Sarsgaard                                                                              | Pamięć                                                      | Memory                                                     |
| 2024 | Vincent Lindon                                                                               | Moi synowie                                                 | Jouer avec le feu                                          |